# 杜塞爾多夫網球公開賽
杜塞爾多夫網球公開賽（Düsseldorf Open）（前稱電力馬盃（Power Horse Cup））是一項男子职业網球公開賽，比賽地點為德國杜塞爾多夫，場地性質為室外紅土，屬於ATP世界巡迴賽250賽，於2013年5月18至25日期間首次舉辦。2014年此賽事在沒有贊助商冠名下舉行。
2015年由於缺乏贊助商關係，ATP世界巡迴賽決定取消此項賽事，此段賽期改為舉行日內瓦公開賽。
从2006年到2008年，杜塞尔多夫公开赛是一项ATP挑战赛，在TG诺德网球场进行。

## 歷屆成績

### 單打
| 1978–2012 | 以往在杜塞爾多夫的賽事，請參看ATP团体世界杯 | 以往在杜塞爾多夫的賽事，請參看ATP团体世界杯 | 以往在杜塞爾多夫的賽事，請參看ATP团体世界杯 | 以往在杜塞爾多夫的賽事，請參看ATP团体世界杯 | 以往在杜塞爾多夫的賽事，請參看ATP团体世界杯 |
| 2013      | 胡安·摩納哥                                 | 亞爾科·涅米寧                               | 6–4, 6–3                                    |                                             |                                             |
| 2014      | 菲利普·科爾施賴伯                           | 伊沃·卡洛維奇                               | 6–2, 7–6(7–4)                               |                                             |                                             |

### 雙打
| 1978–2012 | 以往在杜塞爾多夫的賽事，請參看ATP团体世界杯 | 以往在杜塞爾多夫的賽事，請參看ATP团体世界杯 | 以往在杜塞爾多夫的賽事，請參看ATP团体世界杯 | 以往在杜塞爾多夫的賽事，請參看ATP团体世界杯 | 以往在杜塞爾多夫的賽事，請參看ATP团体世界杯 |
| 2013      | 安德烈·贝格曼 马丁·埃姆里希                 | 崔特·康拉德·休伊 多米尼克·英格洛特          | 7–5, 6–2                                    |                                             |                                             |
| 2014      | 聖地亞哥·岡薩雷斯 斯科特·利普斯基           | 马丁·埃姆里希 克里斯多夫·卡斯               | 7–5, 4–6, [10–3]                            |                                             |                                             |

## 參看
- 杜塞爾多夫网球大獎賽
- WTA杜塞尔多夫公开赛